# Germaine Arnaktauyok
Germaine Arnaktauyok, née en 1946 à Maniitsoq, au Groenland, est une artiste inuite canadienne. Graveuse, peintre et dessinatrice, elle est aussi illustratrice et autrice de livre. Elle réside actuellement à Yellowknife.

## Biographie

### Jeunesse et éducation
Germaine Arnaktauyok est née en 1946 à Maniitsoq (Groenland),. Jusqu'au milieu des années 1960, elle vit avec sa famille dans un camp à Igloolik à l'intérieur des terres du Nunavut où les phoques et les caribous sont abondants pour la chasse. Therese Nattok et Isidore Iytok, les parents de Germaine Arnaktauyok, sont des sculpteurs talentueux qui ont contribué au style artistique inuit. Arnaktauyok est la troisième de huit enfants. Elle est la fille aînée de la famille.  
Germaine Arnaktauyok a grandi dans un environnement artistique florissant grâce à ses parents, Isidore Iytok et Therese Natsiq Tulugatjuk, tous deux sculpteurs. Elle a passé ses premières années à vivre une vie traditionnelle sur la terre jusqu’à ce qu’elle soit envoyée dans un pensionnat à Chesterfield Inlet en 1955. C’est là qu’elle a reçu sa première leçon d’art formelle en peinture, et elle a continué son éducation artistique dans plusieurs écoles, dont l’Université du Manitoba et le Collège Algonquin à Ottawa. 

#### Religion

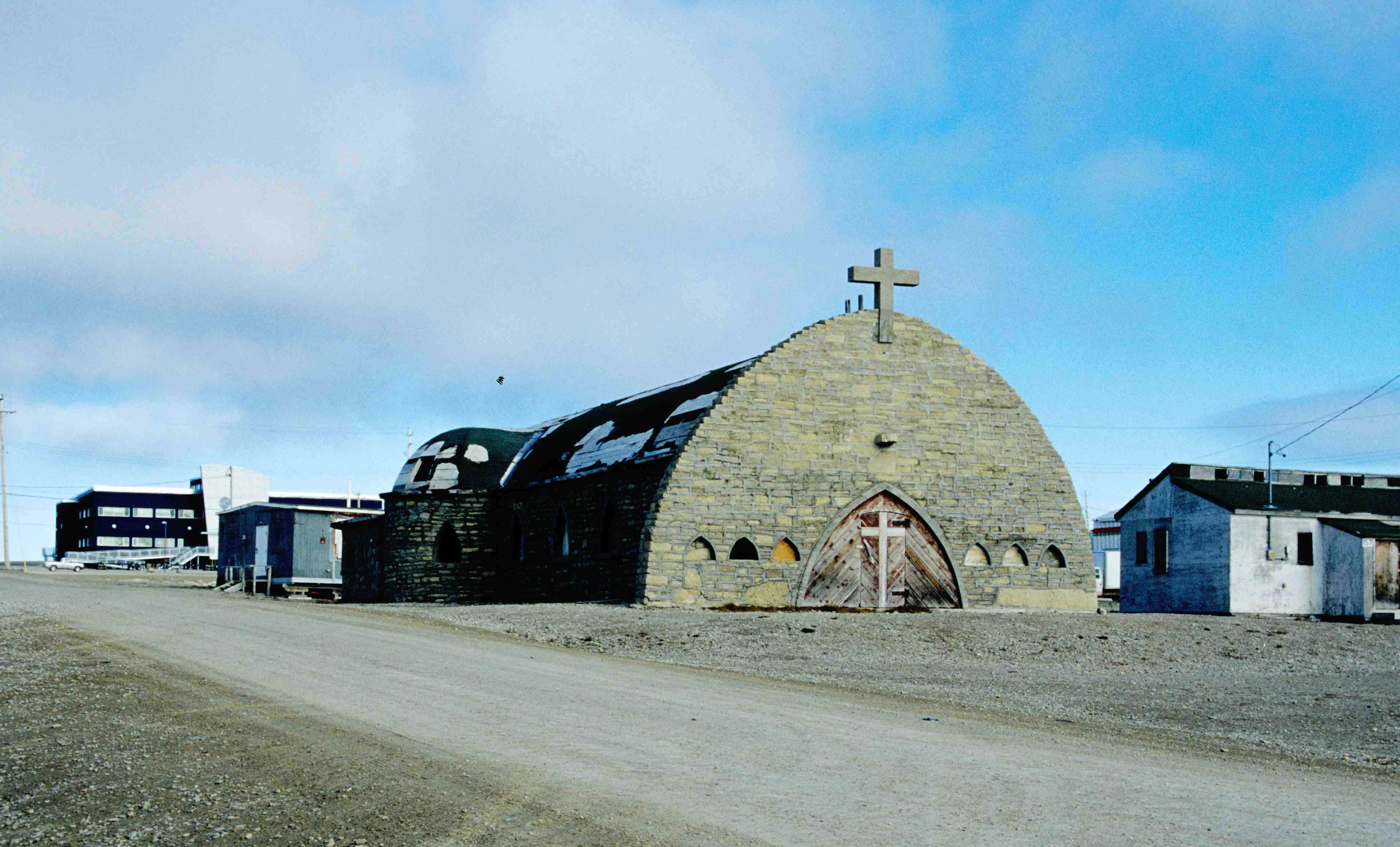
Église de pierres à Igloolik (2002).

Le catholicisme romain et l'anglicanisme sont les deux religions pratiquées dans la région d'Igloolik. Des prêtres visitent occasionnellement les camps pour écouter les confessions de la communauté et apporter un soutien spirituel. Enfant, Arnaktauyok est baptisée dans la foi catholique. À Chesterfield Inlet, elle fréquente une école catholique à l'âge de neuf ans. Elle y demeure pendant sept ans et retourne ensuite dans sa famille. Une religieuse douée pour la peinture reconnait son talent et lui donne des leçons. Les compétences en peinture d'Arnaktauyok se développent et sa première œuvre d'art est vendue à l'âge de onze ans.

#### Formation
Arnaktauyok fait ses études dans une école de Churchill, au Manitoba, où elle est encouragée à poursuivre dans le domaine de l'art par George Swinton. En 1967, elle suit des cours d'art le week-end à Winnipeg et, un an plus tard, elle s'inscrit au programme des beaux-arts de la School of Art de l'Université du Manitoba. En 1969, Arnaktauyok déménage à Ottawa pour étudier l'art commercial au Campus Pembroke du Collège Algonquin. Ce domaine n'est pas celui dans lequel elle souhaite travailler, mais il lui permet d'acquérir une formation pour la création d'illustrations de livres du ministère des Affaires indiennes et du Nord canadien. La même année, elle déménage à Iqaluit (Frobisher Bay), pour travailler pour le Frobisher Bay Arts and Crafts Centre pendant cinq ans. Tout en travaillant à Iqaluit, le Collège Algonquin de Pembroke lui offre d'enseigner dans le domaine de l'artisanat.

### Carrière artistique
Après ses études, Arnaktauyok déménage à Yellowknife afin de travailler au sein du gouvernement des Territoires du Nord-Ouest (GTNO). Elle réalise de nombreux projets pour le ministère de l'Éducation de 1971 à 1976. Arnaktauyok se marie en 1976 et donne naissance à sa fille, Amber. La famille vit à Langley, en Colombie-Britannique. Pendant dix ans, Arnaktauyok ne produit pas activement d'art. Elle se sépare de son mari en 1989 et retourne à Yellowknife où elle se concentre sur la création artistique. En 1992, elle s'installe à Iqaluit pour étudier la gravure avec Kyra Fischer au Arctic College pendant un an. Depuis, Germaine Arnaktauyok est activement engagée dans la création de dessins et de gravures qui reflètent sa vie personnelle dans des récits historiques inuits.
Les médias avec lesquels elle travaille sont les lithographies, eaux-fortes et sérigraphies qui illustrent les mythes inuits et les modes de vie traditionnels en lien avec ses expériences passées et sa culture ancestrale. Ses créations sont des illustrations de lignes expressives révélatrices en deux dimensions qui indiquent des histoires personnelles incorporées dans le sujet de contes inuits passés.
Ses œuvres sont conservées dans une variété de musées, y compris le Musée d'art de l'Université du Michigan, l'Académie des beaux-arts de Pennsylvanie, le Musée des beaux-arts du Canada, le British Museum, le Musée d'art de McMaster, le Musée national des beaux-arts du Québec et le Musée Peabody Essex.

## Honneurs
- 1999 : Conçoit le revers de la pièce de deux dollars émise par la Monnaie royale canadienne pour commémorer la création de la province du Nunavut, d'après sa sérigraphie intitulée The Drummer[13].
- 2000 : Conçoit une pièce d'or en édition spéciale de deux cents dollars émise par la Monnaie dans le cadre de la série « Cultures et traditions autochtones »[13].
- 2021 : Prix du Gouverneur général - Prix de réalisation artistique en arts visuels[1],[13].

## Publications
Germaine est la co-autrice et illustratrice de My Name is Arnaktauyok: La vie et l'art de Germaine Arnaktauyok, qui contient sa biographie et des commentaires sur son art,. Elle a également illustré de nombreux ouvrages dont :

### Littérature de jeunesse
- Esprit inuit: un livre de coloriage par Germaine Arnaktauyok
- Ceux qui causent la peur, de Neil Christopher (Those That Cause Fear, 2016)[13]
- Tuniit, de Rebecca Hainnu (2017)[13]

### Littérature adulte
- Le harpon du chasseur, de Markoosie (1970)[13]
- ᑕᑲᓐᓈᓗᒃ, Takananaluk, de Herve Panic (2018)[13]
- Unikkaaktuat: An Introduction to Inuits Myths and Legends, de Neil Christopher, Noel McDermott et Louise Flaherty[13]
- Chemin du retour
- Le voyage de Kiviuq[14]